# Ікеда Хаято
Ікеда Хаято (яп. 池田勇人, いけだはやと, 3 грудня 1899 — 13 серпня 1965) — японський політичний і державний діяч, фінансист. Випускник юридичного факультету Кіотського імперського університету. 58-й, 59-й, 60-й прем'єр-міністр Японії (19 липня 1960 — 8 грудня 1960, 8 грудня 1960 — 9 грудня 1963, 9 грудня 1963 — 9 листопада 1964). 55-й, 61-й, 62-й міністр фінансів (1949–1952, 1956–1957), 2-й, 7-й, 19-й міністр торгівлі і промисловості (1950, 1952, 1959–1960). 3-й голова Ради з питань економіки при прем'єр-міністрі Японії (1952). Депутат Палати представників японського парламенту 7-х скликань від 2-го округу префектури Хіросіма. Член Ліберально-демократичної партії Японії, голова партійної фракції Коті, 4-й голова партії (1960–1964). Грав провідну роль у соціально-політичній відбудові післявоєнної Японії. Був учнем і помічником Йосіди Сіґеру, керував економічним відродженням країни. Після прем'єрства реалізовував п'ятирічний план подвоєння національного доходу. Один з авторів японського економічного дива. Останній прем'єр-міністр Японії, що народився в 19 столітті.

## Біографія

### Молоді роки
Ікеда Хаято народився 3 грудня 1899 року в селі Йосіна повіту Тойота префектури Хіросіма, в родині виробників саке. 1925 року, після закінчення юридичного факультету Кіотського університету, хлопець поступив на службу до Міністерства фінансів. 1927 року він працював головою податкової адміністрації Хакодате, а через два роки — головою податкової адміністрації міста Уцуномія.
1929 року Хаято захворів на пемфігус і 1931 року звільнився з роботи. Трьома роками поспіль він одужав і повернувся до міністерства. 1934 року Хаято очолив податкову адміністрацію міста Тамацукурі й серйозно зайнявся вивченням податкової справи. Перетворившись на провідного спеціаліста в цій галузі, він завів зв'язки із тогочасною бізнесовою та політичною елітою країни. До поразки Японії в Другій світовій війні, Хаято керував відділами бухгалтерії та державник податків у Податковій службі міністерства фінансів, працював головою Токійського фінансового відділу та головою Податкової служби міністерства.

### Повоєнний час

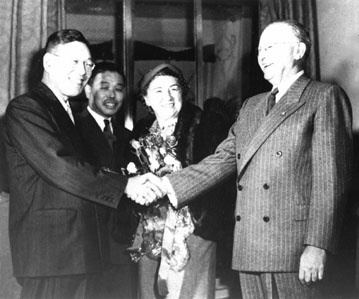
Ікеда Хаято і Джосеф Додж

В лютому 1947 року Хаято став заступником міністра фінансів Ісібасі Тандзана в першому повоєнному кабінеті міністрів Йосіди Сіґеру. За рік він звільнився з міністерства і 1949 року вперше взяв участь у 24-х виборах до Палати представників японського парламенту. Хаято балотувався від 2-го Хіросімського округу, де здобув підтримку і 16 лютого 1949 був обраний депутатом. Незважаючи на протести колег, Йосіда Сіґеру взяв молодого політика до себе в команду і призначив міністром фінансів у третьому кабінеті міністрів. На цій посаді Хаято зайнявся упорядкуванням японської фінансової системи, керуючись директивами США щодо відбудови японської економіки, так званою «лінією Доджа».
1950 року, в ході реалізації економічного план, Хаято припустився необережних заяв, які завдали удару по його іміджу. В березні під час публічного виступу, присвяченому розвитку японської промисловості, він заявив, що «нічого не поробиш, якщо частина підприємств малого і середнього бізнесу збанкрутують», а в грудні, заохочуючи незаможні сім'ї до заощаджень, «Хай бідняки їдять ячмінь [замість рису]!».
1951 року Хаято був одним із членів японської делегації на Сан-Франциській мирній конференції, яка закінчилась підписанням Сан-Франциського мирного, що відновив незалежність Японії.
В четвертому кабінеті Йосіди Хаято займав посаду міністра економіки та комунікацій. В листопаді 1952 року він знову припустився необережної заяви: «Нічого не вдієш, якщо п'ятеро або десятеро чоловік, які займалися тіньовими незаконними операціями, збанкрутують і вчинять самогубство». Через цю заяву парламент висловив недовіру кабінету і відправив його у відставку.
Поряд із Сато Ейсаку, Хаято називали «відмінником школи Йосіди». Він мав великий вплив на колег з Ліберально-демократичної партії. В кабінетах Ісібасі Тандзана та Кісі Нобусуке Хаято займав портфель міністра фінансів і міністра зв'язку та економіки.
1960 року, в ході громадянського руху за перегляд договорів безпеки США кабінет Кісі пішов у відставку. В липні того ж року його заступив кабінет Ікеди Хаято. Гаслами нового уряду стали «толерантність і терпіння» та «подвоєння національного доходу». Хаято закликав громадськість полишити гострі теми, які розколюють суспільство, і зосередитися на розвитку економіки.
В листопаді 1964 року Хаято полишив посаду прем'єра через хворобу, передавши кермо влади Сато Ейсаку.
13 серпня 1965 року Ікеда Хаято помер в Токіо від раку. Його економічний курс відродив повоєнне японське господарство, перетворивши японську економіку на другу за потужністю серед капіталістичних держав. З іншого боку реформи Хаято супроводжувалися інфляцією, забрудненням довкілля, руйнацією традиційного японського села.